# Les bleus, une autre histoire de France
 (avril 2025).
Motif : absence de sources secondaires centrées sur le documentaire, pérennes (=étalées surplus de deux années) et indépendantes. L'essentiel des sources pointent vers les évènements présentés dans le documentaire et non vers le documentaire lui-même. Admissibilité non démontrée.
- Archive Wikiwix
- Bing
- Cairn
- DuckDuckGo
- E. Universalis
- Gallica
- Google
- G. Books
- G. News
- G. Scholar
- Persée
- Qwant
- (zh) Baidu
- (ru) Yandex

| 1. | Préciser le motif de la pose du bandeau. | Précisez le motif de la pose du bandeau en utilisant la syntaxe suivante : {{admissibilité à vérifier\|date=mai 2025\|motif=remplacez ce texte par le motif}}                                                |
| 2. | Informer les utilisateurs concernés.     | Pensez à avertir le créateur de l'article, par exemple, en insérant le code ci-dessous sur sa page de discussion : {{subst:avertissement admissibilité à vérifier\|Les bleus, une autre histoire de France}} |

Pour plus de détails, voir Fiche technique et Distribution.
Les bleus, une autre histoire de France (1996-2016), est un film documentaire qui retrace l’histoire de l’équipe de France de football de 1996 à 2016. Le film explore leur rôle symbolique dans l’unité et les tensions en France à travers le prisme de la diversité et de l’immigration.
Il est réalisé par Sonia Dauger, Pascal Blanchard et David Dietz. Il a été diffusé en 2016 sur Netflix et France Télévision.

## Synopsis
Le documentaire Les Bleus, une autre histoire de France (1996-2016), suit une structure chronologique et se divise en quatre parties, retraçant l’histoire de l’équipe de France de football de 1996 à 2016. Il met en lumière les événements marquants de cette période et analyse leur impact tant sportif que social.
Le film regroupe des interventions de personnalités diverses. Ces témoignages apportent un éclairage sur le lien entre sport, politique et société, en montrant comment l’équipe de France a évolué au fil des crises et des succès.

### 1996-2000: Le Mythe
L’histoire commence en 1996, avec une équipe marquée par des critiques, notamment celles de Jean-Marie Le Pen sur les joueurs d'origines étrangères. Le contexte politique voit la montée du Front National et un durcissement des lois sur l’immigration. Cependant, la Coupe du Monde 1998 est présentée comme un événement qui change l'image de l'équipe. L’équipe devient un symbole de succès pour la nation et un modèle d'intégration.

### 2001-2006: La Chute
La période post-1998 est marquée par des événements qui mettent en évidence les tensions liées à l’immigration et à l’identité nationale. En 2001, un match amical France-Algérie (en) tourne au "fiasco" avec des incidents qui révèlent les fractures profondes dans la société française,. L’arrivée de Jean-Marie Le Pen au second tour de la présidentielle en 2002 reflète la montée des sentiments nationalistes. En prrallèle les performances sportives de l’équipe déclinent. Malgré un parcours impressionnant, le Mondial 2006 se termine par l’incident du coup de tête de Zinédine Zidane.

### 2006-2011: Le Chaos
Cette période est marquée par des crises au sein de l’équipe, illustrant un profond changement générationnel. Entre les querelles internes et les scandales : affaire Zahia, grève lors de la coupe du monde de football en 2010, l’équipe de France devient un symbole de désunion et de dérive,.

### 2012-2016: L’Unité
Didier Deschamps prend les rênes de l’équipe et cherche à restaurer l’image des Bleus. Un travail de reconstruction commence, avec l’accent mis sur la discipline et l’esprit d’équipe. Après la qualification miraculeuse pour la coupe du monde de 2014, l’équipe regagne le cœur du public. Les attentats de 2015 marquent profondément l’équipe, la plaçant au centre d’un symbole national de résilience. Bien que l’Euro 2016 se termine par une défaite en finale, l’équipe de France retrouve une place centrale dans le cœur des Français.

## Intervenants
Les intervenants du documentaire Les Bleus : une autre histoire de France (1996-2016) proviennent de divers horizon. Parmi eux, on retrouve des personnalités du monde du football Lilian Thuram, Éric Cantona, Olivier Giroud, ou encore Mehdi Méniri, des figures emblématiques du football tels qu’Arsène Wenger, Raymond Domenech, Philippe Tournon ou Gérard Houllier ou des journalistes sportifs comme Franck Annese ou Vincent Duluc.
Le documentaire inclut des intervenants issus du monde politique pour établir des parallèles avec les débats publics, notamment Rama Yade, François Hollande et Marie-George Buffet. Des personnalités culturelles telles qu’Omar Sy, Thomas Ngijol et Jamel Debbouze, ainsi que des journalistes comme Nathalie Iannetta et Maurice Szafran, y participent pour enrichir la réflexion.
Enfin, des chercheurs et sociologues tels que Gilles Boëtsch, Anne-Marie Thiesse, Nicolas Bancel et Yvan Gastaut apportent des analyses sociétales.

## Polémiques
Dans le documentaire Sydney Govou revient sur les événements de la coupe du monde de 2010 et la grève de Knysna. ll rappelle que le choix de l’hôtel, critiqué à l’époque, avait été fait par la fédération, et non par les joueurs eux-mêmes. Il revient sur les tensions entre l’équipe et Rama Yade, alors Secrétaire d'État chargée des Sports.
Sydney Govou et Nicolas Anelka évoque les propos de ce dernier lors de la mi-temps du match de football France-Mexique, qui ont été le déclencheur des événements de Knysna. Ils affirment que les propos rapportés dans la presse ne sont pas fidèles à ce qui a été dit dans les vestiaires.
Le documentaire suscite des débats lorsque Lilian Thuram critique le comportement de certains joueurs français lors de la grève de Knysna qui selon lui ne respècte pas le maillot. En réponse Nicolas Anelka le compare alors sur Facebook à Stephen, un esclave intéprété par Samuel L. Jackson dans lefilm Django Unchained. Lilian Thuram désamorce la polémique en déclarant qu’il n’a pas mal pris cette attaque,.